# Elezioni europee del 1999 in Italia per circoscrizione
Le elezioni europee del 1999 nelle circoscrizioni italiane videro i seguenti risultati.

## Risultati

### Circoscrizione Italia nord-occidentale
| Liste  | Liste                                | Voti      | %     | Seggi |
| ------ | ------------------------------------ | --------- | ----- | ----- |
|        | Forza Italia                         | 2 574 092 | 29,54 | 7     |
|        | Democratici di Sinistra              | 1 221 331 | 14,02 | 3     |
|        | Lista Emma Bonino                    | 1 042 515 | 11,97 | 3     |
|        | Lega Nord                            | 916 886   | 10,52 | 3     |
|        | I Democratici                        | 632 014   | 7,25  | 2     |
|        | Alleanza Nazionale - Patto Segni     | 581 352   | 6,67  | 2     |
|        | Partito della Rifondazione Comunista | 375 881   | 4,31  | 1     |
|        | Partito Popolare Italiano            | 215 637   | 2,47  | 1     |
|        | Cristiani Democratici Uniti          | 192 294   | 2,21  | 1     |
|        | Partito dei Comunisti Italiani       | 187 858   | 2,16  | 1     |
|        | Federazione dei Verdi                | 159 568   | 1,83  | 1     |
|        | Socialisti Democratici Italiani      | 111 600   | 1,28  | –     |
|        | Fiamma Tricolore                     | 106 851   | 1,23  | –     |
|        | Centro Cristiano Democratico         | 100 378   | 1,15  | –     |
|        | Partito Pensionati                   | 97 073    | 1,11  | 1     |
|        | Rinnovamento Italiano                | 59 178    | 0,68  | –     |
|        | Federalismo                          | 40 970    | 0,47  | –     |
|        | Udeur                                | 35 189    | 0,40  | –     |
|        | PRI - Liberali                       | 31 525    | 0,36  | –     |
|        | Federalisti - Consumatori            | 10 731    | 0,12  | –     |
|        | Partito Umanista                     | 10 069    | 0,12  | –     |
|        | Lega d'Azione Meridionale            | 9 864     | 0,11  | –     |
| Totale | Totale                               | 8 712 856 | 100   | 26    |

### Circoscrizione Italia nord-orientale
| Liste  | Liste                                | Voti      | %     | Seggi |
| ------ | ------------------------------------ | --------- | ----- | ----- |
|        | Forza Italia                         | 1 465 430 | 23,06 | 4     |
|        | Democratici di Sinistra              | 1 257 305 | 19,79 | 4     |
|        | Lista Emma Bonino                    | 650 813   | 10,24 | 2     |
|        | Alleanza Nazionale - Patto Segni     | 530 364   | 8,35  | 1     |
|        | I Democratici                        | 512 974   | 8,07  | 1     |
|        | Lega Nord                            | 436 091   | 6,86  | 1     |
|        | Partito della Rifondazione Comunista | 234 818   | 3,70  | 1     |
|        | Partito Popolare Italiano            | 192 400   | 3,03  | –     |
|        | Cristiani Democratici Uniti          | 157 321   | 2,48  | –     |
|        | Südtiroler Volkspartei               | 156 005   | 2,46  | 1     |
|        | Federazione dei Verdi                | 135 771   | 2,14  | 1     |
|        | Liga Repubblica Veneta               | 117 979   | 1,86  | –     |
|        | Partito dei Comunisti Italiani       | 97 885    | 1,54  | –     |
|        | Centro Cristiano Democratico         | 97 387    | 1,53  | –     |
|        | Socialisti Democratici Italiani      | 77 940    | 1,23  | –     |
|        | Fiamma Tricolore                     | 76 806    | 1,21  | –     |
|        | Partito Pensionati                   | 60 043    | 0,94  | –     |
|        | PRI - Liberali                       | 30 111    | 0,47  | –     |
|        | Rinnovamento Italiano                | 29 654    | 0,47  | –     |
|        | Udeur                                | 17 277    | 0,27  | –     |
|        | Federalisti - Consumatori            | 12 807    | 0,20  | –     |
|        | Lega d'Azione Meridionale            | 6 628     | 0,10  | –     |
| Totale | Totale                               | 6 353 809 | 100   | 16    |

### Circoscrizione Italia centrale
| Liste  | Liste                                | Voti      | %     | Seggi |
| ------ | ------------------------------------ | --------- | ----- | ----- |
|        | Democratici di Sinistra              | 1 508 984 | 24,55 | 4     |
|        | Forza Italia                         | 1 238 996 | 20,16 | 4     |
|        | Alleanza Nazionale - Patto Segni     | 948 972   | 15,44 | 3     |
|        | Lista Emma Bonino                    | 463 050   | 7,53  | 1     |
|        | I Democratici                        | 380 157   | 6,19  | 1     |
|        | Partito della Rifondazione Comunista | 364 970   | 5,94  | 1     |
|        | Partito Popolare Italiano            | 234 347   | 3,81  | 1     |
|        | Partito dei Comunisti Italiani       | 170 339   | 2,77  | 1     |
|        | Centro Cristiano Democratico         | 159 004   | 2,59  | –     |
|        | Socialisti Democratici Italiani      | 138 013   | 2,25  | 1     |
|        | Fiamma Tricolore                     | 125 831   | 2,05  | –     |
|        | Federazione dei Verdi                | 101 387   | 1,65  | –     |
|        | Cristiani Democratici Uniti          | 96 280    | 1,57  | –     |
|        | Rinnovamento Italiano                | 52 179    | 0,85  | –     |
|        | PRI - Liberali                       | 47 520    | 0,77  | 1     |
|        | Udeur                                | 36 001    | 0,59  | –     |
|        | Partito Pensionati                   | 34 254    | 0,56  | –     |
|        | Lega Nord                            | 22 131    | 0,36  | –     |
|        | Lega d'Azione Meridionale            | 6 886     | 0,11  | –     |
|        | Federalisti - Consumatori            | 6 280     | 0,10  | –     |
|        | Partito Umanista                     | 6 099     | 0,10  | –     |
|        | Cobas per l'Autorganizzazione        | 4 432     | 0,07  | –     |
| Totale | Totale                               | 6 146 112 | 100   | 18    |

### Circoscrizione Italia meridionale
| Liste  | Liste                                | Voti      | %     | Seggi |
| ------ | ------------------------------------ | --------- | ----- | ----- |
|        | Forza Italia                         | 1 693 127 | 24,96 | 5     |
|        | Democratici di Sinistra              | 1 005 090 | 14,82 | 3     |
|        | Alleanza Nazionale - Patto Segni     | 761 853   | 11,23 | 2     |
|        | I Democratici                        | 626 313   | 9,23  | 2     |
|        | Partito Popolare Italiano            | 460 404   | 6,79  | 1     |
|        | Lista Emma Bonino                    | 316 016   | 4,66  | 1     |
|        | Centro Cristiano Democratico         | 289 207   | 4,26  | 1     |
|        | Socialisti Democratici Italiani      | 284 434   | 4,19  | 1     |
|        | Partito della Rifondazione Comunista | 262 419   | 3,87  | 1     |
|        | Udeur                                | 232 407   | 3,43  | 1     |
|        | Cristiani Democratici Uniti          | 174 490   | 2,57  | 1     |
|        | Rinnovamento Italiano                | 139 566   | 2,06  | 1     |
|        | Fiamma Tricolore                     | 138 331   | 2,04  | 1     |
|        | Partito dei Comunisti Italiani       | 122 772   | 1,81  | –     |
|        | Federazione dei Verdi                | 119 503   | 1,76  | –     |
|        | Lega d'Azione Meridionale            | 65 110    | 0,96  | –     |
|        | PRI - Liberali                       | 43 212    | 0,64  | –     |
|        | Partito Pensionati                   | 29 081    | 0,43  | –     |
|        | Lega Nord                            | 13 226    | 0,19  | –     |
|        | Federalisti - Consumatori            | 7 684     | 0,11  | –     |
| Totale | Totale                               | 6 784 245 | 100   | 21    |

### Circoscrizione Italia insulare
| Liste  | Liste                                | Voti      | %     | Seggi |
| ------ | ------------------------------------ | --------- | ----- | ----- |
|        | Forza Italia                         | 842 303   | 27,48 | 2     |
|        | Democratici di Sinistra              | 395 019   | 12,89 | 1     |
|        | Alleanza Nazionale - Patto Segni     | 372 120   | 12,14 | 1     |
|        | I Democratici                        | 250 977   | 8,19  | –     |
|        | Partito Popolare Italiano            | 214 042   | 6,98  | 1     |
|        | Udeur                                | 177 868   | 5,80  | –     |
|        | Centro Cristiano Democratico         | 159 344   | 5,20  | 1     |
|        | Lista Emma Bonino                    | 153 487   | 5,01  | –     |
|        | Partito della Rifondazione Comunista | 89 239    | 2,91  | –     |
|        | Rinnovamento Italiano                | 73 313    | 2,39  | –     |
|        | Socialisti Democratici Italiani      | 58 970    | 1,92  | –     |
|        | Cristiani Democratici Uniti          | 49 534    | 1,62  | –     |
|        | Fiamma Tricolore                     | 48 211    | 1,57  | –     |
|        | Partito dei Comunisti Italiani       | 43 407    | 1,42  | –     |
|        | Partito Socialista                   | 42 500    | 1,39  | –     |
|        | Federazione dei Verdi                | 32 758    | 1,07  | –     |
|        | Federalisti - Consumatori            | 23 683    | 0,77  | –     |
|        | PRI - Liberali                       | 16 252    | 0,53  | –     |
|        | Partito Pensionati                   | 13 423    | 0,44  | –     |
|        | Lega d'Azione Meridionale            | 5 693     | 0,19  | –     |
|        | Lega Nord                            | 3 261     | 0,11  | –     |
| Totale | Totale                               | 3 065 404 | 100   | 6     |